# Ensenyament audiovisual
El significat etimològic de la paraula audiovisual es relaciona, d’una banda, amb el terme audiovisualogía, que fa referència als mitjans relacionats conjuntament amb la visió i l’audició i, d’altra banda, amb el sufix logy, que fa referència al logos, i que en grec significa tractat i coneixement. Per tant, l'audiovisualogía ha de ser entès com un estudi dels mitjans audiovisuals que, pel seu ampli significat, podrien estar relacionats amb el cinema, la televisió o qualsevol altre art.

També és factible entendre’l com el mitjà i l’art que combinen imatges projectades fixes (diapositives o suport digital) en el seu muntatge, acompanyades de sons de diferent naturalesa, per tant, significa un llenguatge diferent del film, ja que no utilitza la imatge en moviment.
Tot i que es coneixia a França com a diaporama (presentació de diapositives) el 1950, el seu nom actual d’art audiovisual s'accepta realment en molts camps, com ara en algunes institucions del Regne Unit, com ara clubs fotogràfics i d'altres amb un alt nivell artístic, com ara Royal Photography Society, entre d'altres.
Des d'aquesta perspectiva, també és possible desenvolupar una teoria sobre l'art audiovisual, definint-la així com el llenguatge que combina imatges fixes (imatges amb so), en un muntatge que per la seva condició es mostra com al cinema, en una sala dissenyat amb aquest propòsit.

## Història
L’art audiovisual constitueix un mitjà d’expressió anterior al cinema. De fet, les projeccions d’imatges fixes són realment antigues. El 1660, Athanasius Kircher va inventar una de les primeres llanternes màgiques que funcionaven com a projector real, que, més tard, va tenir una gran difusió.
A més, des d’un altre punt de vista, l’home prehistòric es podria considerar el primer espectador audiovisual de la humanitat, que contemplava sorprès el cel estàtic i el paisatge, juntament amb els sons de la natura que provenien dels animals i de les tempestes. Les pintures rupestres a l'interior de les coves van acabar representant la primera pantalla de la humanitat a la foscor a l'interior d'un local.
Molt més endavant, Louis Daguerre i Charles Marie Bouton van ser els primers creadors de panoràmiques, és a dir, grans salons amb cortines pintades, sobre els quals es projectava la llum en forma zenit per donar la il·lusió de la realitat. El 1822, el diorama, construït per tots dos, es va convertir en la màxima expressió de l’art audiovisual actual, ja que va modificar el panorama mitjançant la disposició de diverses cortines superposades amb temes de la natura, que van produir un efecte canviant en passar d’una imatge una altra per l'efecte dissolvent, tot això acompanyat de sons amb un principi d’acció, desenvolupament i parts finals.

## El concepte audiovisual com un art
Un dels fonaments principals que defineix això com a art és la seva connexió amb la pintura. Si les condicions es donen així, i el so que l’acompanya representa una expressió també estètica, l’actitud de contemplació separa el concepte audiovisual del món físic del moviment al cinema i altres mitjans.

L’actitud de contemplació de les belles arts implica necessàriament una espiritualització de les emocions, on preval l'esperit clàssic.
Jean Leirens ja havia expressat que hi ha dues maneres de representar el temps. Una és representar-la tal com és, i l’altra significa excedir-la. Va afirmar que la segona via pertany precisament a la creació poètica.
Eugenio Montes, quan va escriure el seu Elementos de Filmología, va anunciar que la crida al període clàssic consistia en la quietud, ja que només les coses que estaven tranquil·les consistien en alguna cosa. Al contrari, quan es van mudar, semblaven incoherents amb el període clàssic. Per això, l'esperit antic culmina en l’actitud escultòrica del millor gest, situat sota una mena d’eternitat. Això és el que marca la diferència amb el cinema, que culmina la seva expressió en l'art del moviment.
Un altre motiu que justifica el concepte audiovisual com a art és l’ús de la música que, representada en conseqüència amb les imatges fixes, crea una nova expressió estètica establint un camí diferent, potser bastant inexplorat, que accentua encara més l’actitud de contemplació.

## El muntatge audiovisual
Tenint en compte aquests principis, el muntatge audiovisual pot referir-se a dos aspectes: el intrínsec, que al·ludeix a la connexió estètica d’un pla amb el següent, obtenint així formes diferents, com ara l'analogia, el contrast i altres. L’altre aspecte és el muntatge extrínsec, que és el mètode d’associació entre un pla i el següent i que pot ser, per exemple, per un tall o per l’anomenat efecte dissolve o dissolució de la volta entre una imatge fixa i la un després.
Com al cinema, els mètodes de muntatge intrínsecs són molt variats i representen un element substancial en l’anàlisi de la construcció del llenguatge audiovisual.

## Diferències amb el cinema

### Anàlisi del moviment en l'art audiovisual i el cinema
Tot i que l’art audiovisual sempre està connectat amb un passat de caràcter insondable, el cinema mai no es pot separar del temps present, perquè representa la seva representació física. Les poques pel·lícules que tendeixen a una evocació de la imatge fixa només ho fan de vegades, per després tornar al que és el seu entorn natural.
En l’art audiovisual, l’únic moviment que s'expressa és el muntatge extrínsec del canvi d’un pla a l’altre i, mentre al cinema també passa això, s'afegeix al moviment intern d’objectes i personatges de cadascun dels plans corresponents muntatge intrínsec, un moviment que no es produeix en l'art audiovisual.
Si bé el desenvolupament de l'estètica del moviment té per al cinema la seva finalitat com a mitjà d’expressió artística, en l’art audiovisual el mètode és diferent, més relacionat amb la contemplació.